# Arnaud Assoumani
Arnaud Assoumani, est un athlète français, spécialiste du saut en longueur et du triple saut. Né le 4 septembre 1985 à Orsay, sans avant-bras gauche (agénésie transverse des membres supérieurs ou ATMS).
Il obtient un titre paralympique en 2008 à Pékin (saut en longueur), deux médailles d'argent en 2012 aux Jeux de Londres (saut en longueur et triple saut) et deux médailles de bronze aux Jeux d'Athènes en 2004 et à ceux de Rio en 2016.

## Biographie
Après avoir pratiqué de nombreux sports, il découvre l’athlétisme à 11 ans.
En 2004, pour ses premiers Jeux paralympiques à Athènes, il décroche une médaille de bronze. Il représente à nouveau la France en saut en longueur (catégorie F46) aux Jeux paralympiques d'été de 2008 et remporte l'or avec un nouveau record du monde à 7,23 mètres. Il est double médaillé d'argent en saut en longueur et au triple saut aux Jeux paralympiques d'été de 2012. Espérant l'or, il vit cette médaille d'argent comme une déception. Il obtient enfin une médaille de bronze aux Jeux paralympiques d'été de 2016 à Rio en saut en longueur avec un saut à 7,11 mètres. Il termine 8ème aux Jeux de Tokyo. Les jeux de 2024 à Paris sont sa 6ème participation olympique.
Outre les médailles paralympiques, Arnaud Assoumani est double champion du monde en saut en longueur handisport.[réf. nécessaire]

## Engagements
Arnaud Assoumani participe à des initiatives pour rendre le handisport plus visible,. Il se prononce pour plus de mixité entre le monde handisport et les sportifs valides.
Le sportif parraine l'association Play International.

## Palmarès (valide)

### Championnat de France d'athlétisme en salle

#### Saut en longueur
- Médaille de bronze à Paris-Bercy en 2010

## Palmarès (handisport)

### Jeux paralympiques
- Jeux paralympiques 2004 ( Athènes, Grèce)
  -  Médaille de bronze au saut en longueur (6,91 m)

- Jeux paralympiques 2008 ( Pékin, Chine)
  -  Médaille d'or au saut en longueur (7,23 m, record du monde)

- Jeux paralympiques 2012 ( Londres, Royaume-Uni)
  -  Médaille d'argent au saut en longueur (7,13 m)
  -  Médaille d'argent au triple saut (14,28 m)

- Jeux paralympiques 2016 ( Rio de Janeiro, Brésil)
  -  Médaille de bronze au saut en longueur (7,11 m)
- Jeux paralympiques 2021 (Tokyo)
  - 8e place

### Championnats du monde

#### Saut en longueur
- Champion du monde à Assen en 2006
- Champion du monde à Christchurch en 2011
- Vice-champion du monde à Londres en 2017
- Médaillé de bronze à Lyon en 2013

#### 100 m
- Médaillé de bronze à Christchurch en 2011

### Championnats d’Europe

#### Saut en longueur
- Vice-champion d’Europe à Assen en 2003
- Vice-champion d’Europe à Espoo en 2005

#### Saut en hauteur
- Champion d’Europe à Assen en 2003

#### Relais 4x100 m
- Champion d’Europe à Assen en 2003

## Distinction
- Chevalier de la Légion d'honneur par décret du 14 novembre 2008[8]
- Médaille de la jeunesse, des sports et de l'engagement associatif, or (2024)[9]

## Vidéographie
- Champions de France - Arnaud Assoumani, série Champions de France, film-portrait raconté par Sami Bouajila, co-réalisé par Pascal Blanchard et Rachid Bouchareb 2016, 2 minutes. [voir en ligne]